# Burgkemnitz
Burgkemnitz ist ein Ortsteil der Gemeinde Muldestausee im Landkreis Anhalt-Bitterfeld in Sachsen-Anhalt.

## Geografie
Burgkemnitz liegt zwischen Dessau-Roßlau und Bitterfeld am Rande der Dübener Heide.

## Geschichte
Im Jahr 1456 wurde der Ort erstmals urkundlich erwähnt. Er gehörte bis 1815 zum kursächsischen Amt Bitterfeld. Durch die Beschlüsse des Wiener Kongresses kam er zu Preußen und wurde 1816 dem Kreis Bitterfeld im Regierungsbezirk Merseburg der Provinz Sachsen zugeteilt, zu dem er bis 1944 gehörte.
Im Dreißigjährigen Krieg 1637 wurde Burgkemnitz durch die Truppen des schwedischen Feldmarschalls Johan Banér geplündert und erheblich zerstört.
Bis zur Neubildung der Einheitsgemeinde Muldestausee am 1. Januar 2010 war Burgkemnitz eine selbständige Gemeinde in der Verwaltungsgemeinschaft Muldestausee-Schmerzbach. Seit 2012 ist Andreas Boy (Orts-)Bürgermeister von Burgkemnitz.

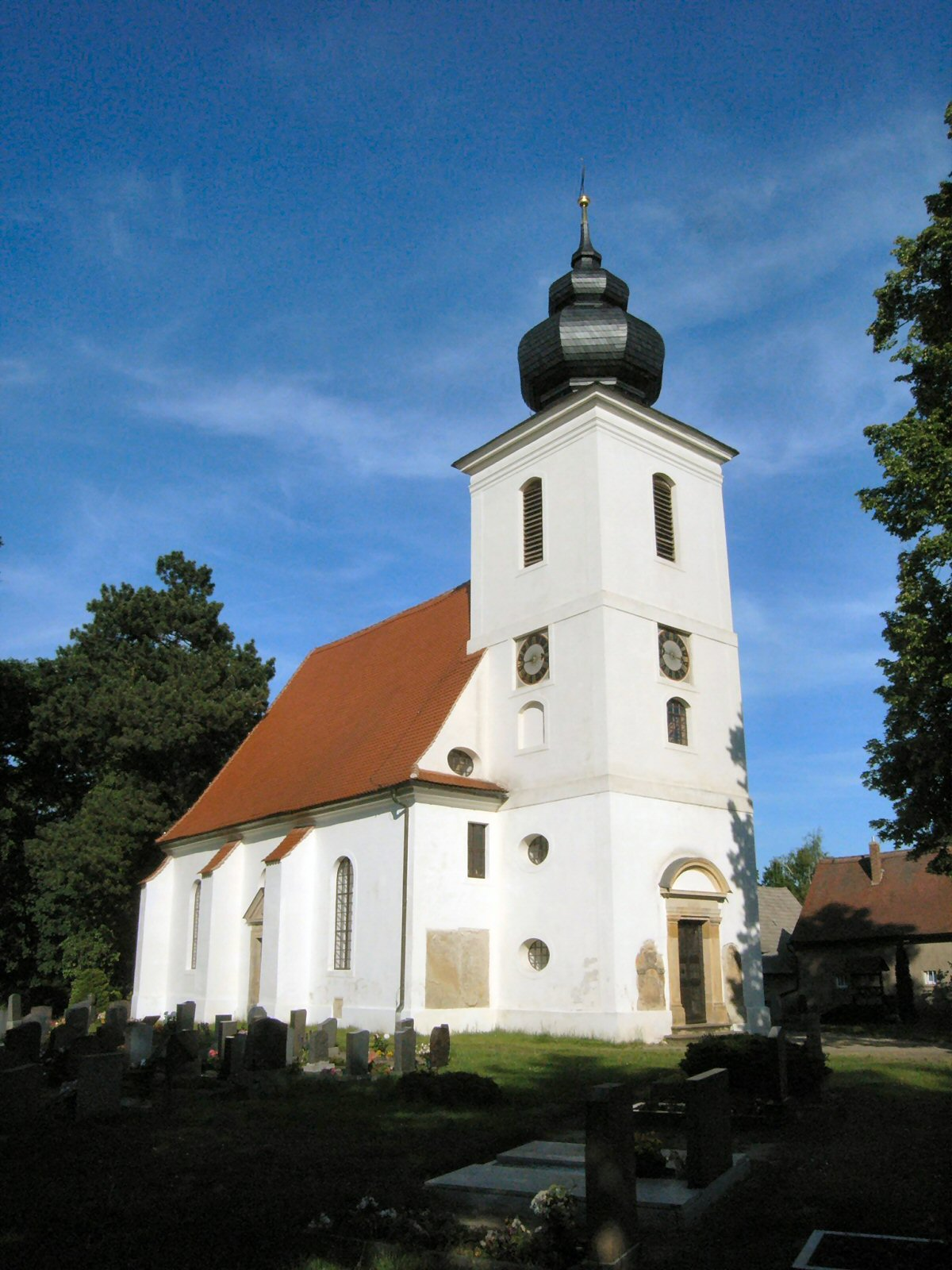
Barockkirche Burgkemnitz

## Wappen und Flagge
Blasonierung: „In Gold ein schwarzes Schloss mit durchbrochenen Fenstern und blauem Dach, im blauen Schildfuß drei schwarze Wellenlinien.“
Das Wappen wurde vom Magdeburger Kommunalheraldiker Jörg Mantzsch gestaltet.
Die Flagge von Burgkemnitz ist blau-gelb-schwarz gestreift mit mittig aufgelegtem Wappen.

## Kultur und Sehenswürdigkeiten

### Bauwerke
Die barocke Dorfkirche Burgkemnitz, ein Baudenkmal, erstrahlt nach ihrer ganzheitlichen Restaurierung (von 1867 bis 1880) wieder in einem neuen Glanz. Sie wurde 1722 erbaut. Zur Tradition geworden und über die Grenzen der Region hinaus beliebt sind die „Burgkemnitzer Kirchenkonzerte“.

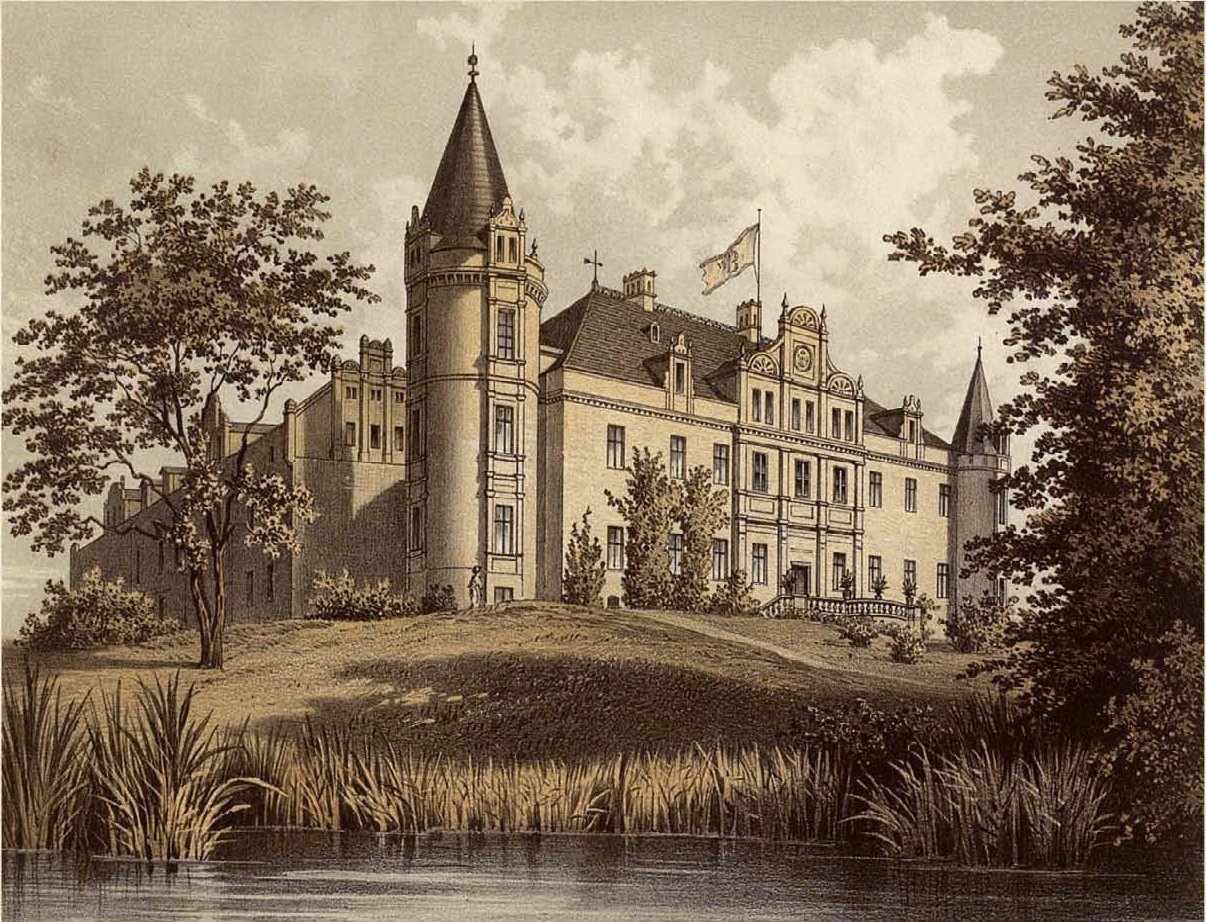
Rittergut Burgkemnitz um 1860, Sammlung Alexander Duncker

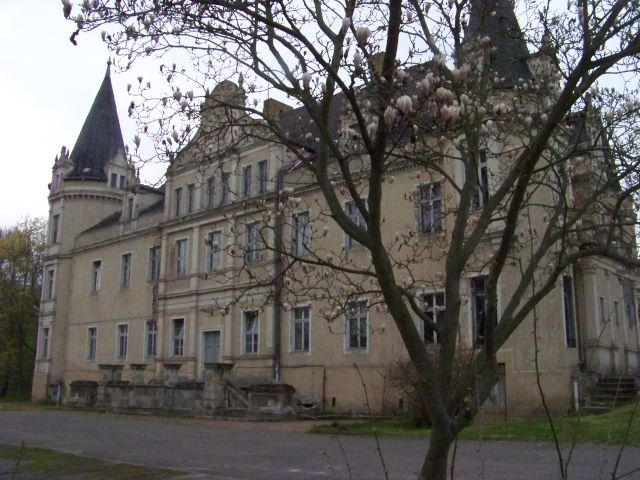
Herrenhaus mit Magnolie

„Das Burgkemnitzer Herrenhaus" ist im Renaissancestil erbaut und sieht mit seinen altertümlichen Ecktürmen, Fassaden und Giebeln inmitten des großen anmutigen Parks, indem sich auch mehrere weitausladende Teiche befinden, sehr stattlich aus“ (Emil Obst, 1887). Letzter Besitzer dieses Herrenhauses war nach dem Zweiten Weltkrieg der durch die Bodenreform enteignete Landrat Kraft Freiherr von Bodenhausen. Zuletzt wurde das Herrenhaus als Kinderheim genutzt. Nach Errichtung von Neubauten auf dem Gutsgelände (Träger: Caritas) wurde das Herrenhaus an einen Leipziger Investor verkauft. Seitdem verfällt das Herrenhaus.

## Verkehrsanbindung
Östlich des Ortes verläuft die Bundesstraße 100.
Burgkemnitz hat einen Bahnhof an der Bahnstrecke Berlin–Halle, der stündlich von den Linien S2 und S8 der S-Bahn Mitteldeutschland bedient wird.

## Persönlichkeiten
- Bodo von Bodenhausen (1633–1700), Rittergutsbesitzer in Burg- und Neukemnitz
- Hans Bodo Freiherr von Bodenhausen (1875–1904), Offizier innerhalb der Schutztruppe von Deutsch-Südwestafrika, wurde in Burgkemnitz geboren.